# Travis Cohn
Travis Cohn, né le 3 juin 1989 à Decatur, en Alabama, est un joueur américain de basket-ball évoluant aux postes de meneur et d'arrière.